# Giovanni I Nepomuceno di Schwarzenberg
Giovanni I Nepomuceno di Schwarzenberg, V principe di Schwarzenberg (Postoloprty, 3 luglio 1742 – Hluboka nad Vltavou, 5 novembre 1789), è stato un nobile e imprenditore boemo.

## Biografia
Giovanni I Nepomuceno nacque a Postoloprty, in Boemia, nel 1742, figlio del principe Giuseppe I di Schwarzenberg e di sua moglie, la principessa Maria Teresa del Liechtenstein. Per parte di sua madre era diretto discendente dei principi del Liechtenstein.
Diversamente da suo padre e da suo nonno, Giovanni I non ricoprì alte cariche presso la corte imperiale di Vienna, ma preferì dedicare la propria esistenza all'amministrazione dei propri ricchi beni di famiglia. Sebbene il suo periodo di reggenza del titolo di principe di Schwarzenberg durò appena 7 anni, la sua breve gestione fu particolarmente importante per le numerosissime riforme all'economia locale che apportò con diversi accorgimenti. Innanzitutto iniziò col proporre nuove colture per i propri campi come il trifoglio o l'erba medica, sistematizzando anche la silvicoltura e lo sfruttamento delle foreste.
L'opera più importante ascritta alla sua persona fu ad ogni modo la costruzione de Canale di Schwarzenberg, realizzato sotto la guida dell'architetto Josef Rosenauer, il quale era collegato al bacino del fiume Moldava e Danubio. Questa opera idraulica influenzò le colture di buona parte della Boemia meridionale per i secoli successivi e fu d'esempio per la realizzazione di progetti simili nell'area boema ed in Austria.
Giovanni I Nepomuceno morì nel suo castello a Hluboká. Il suo corpo venne sepolto a Třeboň, mentre il suo cuore fu tradizionalmente deposto nella tomba dei duchi di Krumlov a Český Krumlov.
Dopo la sua morte, entrambi i suoi due figli andarono a formare due rami distinti della famiglia principesca degli Schwarzenberg che si riunirono solo nel 1986 nella persona dell'attuale principe, Carlo di Schwarzenberg.

## Matrimonio e figli
Giovanni I Nepomuceno sposò al Castello di Schönbrunn il 14 luglio 1768 la contessa Marie Eleonora di Oettingen-Wallerstein, figlia del conte Filippo Carlo di Oettingen-Oettingen e Oettingen-Wallerstein e di sua moglie, la contessa Carlotta Giuliana di Oettingen-Baldern. La coppia ebbe i seguenti figli:
- Joseph II Johann (27 giugno 1769 - 19 dicembre 1833), VI principe di Schwarzenberg, sposò la principessa Paolina Carlotta di Arenberg
- Johann Nepomuk (1770-1779)
- Karl I Philipp (17 aprile 1771 - 15 ottobre 1820), fondatore della seconda linea principesca degli Schwarzenberg, I principe di Schwarzenberg - linea secondogenita, sposò la contessa Maria Anna di Hohenfeld
- Anton Johann (1772-1775)
- Franz de Paula (1773-1789)
- Ernst (1773-1821), vescovo di Raab
- Friedrich (1774-1795)
- Marie Karoline (1775-1816), sposò il principe Joseph Franz Maximilian von Lobkowicz
- Eleonora Carolina (1777-1782)
- Maria Elisabeth (1778-1791)
- Maria Theresia (14 ottobre 1780 - 9 novembre 1870), sposò il langravio Friedrich Egon von Fürstenberg
- Johann (1782-1783)
- Eleonore Sophie (1783-1846)

## Albero genealogico
|                                                                       |                                    |                                                                           | Genitori                                                                |  |  | Nonni |  |  | Bisnonni                                                                    |  |  | Trisnonni                                                       |  |
|                                                                       |                                    |                                                                           |                                                                         |  |  |       |  |  | Ferdinando Guglielmo Eusebio di Schwarzenberg, II principe di Schwarzenberg |  |  | Giovanni Adolfo I di Schwarzenberg, I principe di Schwarzenberg |  |
|                                                                       |                                    |                                                                           |                                                                         |  |  |       |  |  | Ferdinando Guglielmo Eusebio di Schwarzenberg, II principe di Schwarzenberg |  |  | Giovanni Adolfo I di Schwarzenberg, I principe di Schwarzenberg |  |
|                                                                       |                                    | Maria Justina von Starhemberg                                             |                                                                         |  |  |       |  |  | Ferdinando Guglielmo Eusebio di Schwarzenberg, II principe di Schwarzenberg |  |  |                                                                 |  |
| Adamo Francesco Carlo di Schwarzenberg, III principe di Schwarzenberg |                                    |                                                                           |                                                                         |  |  |       |  |  | Ferdinando Guglielmo Eusebio di Schwarzenberg, II principe di Schwarzenberg |  |  |                                                                 |  |
|                                                                       |                                    | Maria Anna von Schultz                                                    | Johann Ludwig von Schultz, conte di Schultz                             |  |  |       |  |  |                                                                             |  |  |                                                                 |  |
|                                                                       |                                    | Maria Anna von Schultz                                                    | Johann Ludwig von Schultz, conte di Schultz                             |  |  |       |  |  |                                                                             |  |  |                                                                 |  |
|                                                                       |                                    | Maria Anna von Schultz                                                    | Maria Elisabeth von Koenigsegg-Aulendorf                                |  |  |       |  |  |                                                                             |  |  |                                                                 |  |
| Giuseppe I di Schwarzenberg, IV principe di Schwarzenberg             |                                    | Maria Anna von Schultz                                                    |                                                                         |  |  |       |  |  |                                                                             |  |  |                                                                 |  |
|                                                                       |                                    | Ferdinand August von Lobkowicz, III principe di Lobkowicz                 | Wenzel Eusebius von Lobkowicz, II principe di Lobkowicz                 |  |  |       |  |  |                                                                             |  |  |                                                                 |  |
|                                                                       |                                    | Ferdinand August von Lobkowicz, III principe di Lobkowicz                 | Wenzel Eusebius von Lobkowicz, II principe di Lobkowicz                 |  |  |       |  |  |                                                                             |  |  |                                                                 |  |
|                                                                       |                                    | Ferdinand August von Lobkowicz, III principe di Lobkowicz                 | Sofia Augusta del Palatinato-Sulzbach                                   |  |  |       |  |  |                                                                             |  |  |                                                                 |  |
| Eleonore von Lobkowicz                                                |                                    | Ferdinand August von Lobkowicz, III principe di Lobkowicz                 |                                                                         |  |  |       |  |  |                                                                             |  |  |                                                                 |  |
|                                                                       |                                    | Anna Maria di Baden-Baden                                                 | Guglielmo di Baden-Baden, margravio di Baden-Baden                      |  |  |       |  |  |                                                                             |  |  |                                                                 |  |
|                                                                       |                                    | Anna Maria di Baden-Baden                                                 | Guglielmo di Baden-Baden, margravio di Baden-Baden                      |  |  |       |  |  |                                                                             |  |  |                                                                 |  |
|                                                                       |                                    | Anna Maria di Baden-Baden                                                 | Maria Maddalena di Oettingen-Baldern                                    |  |  |       |  |  |                                                                             |  |  |                                                                 |  |
| Giovanni I Nepomuceno di Schwarzenberg, V principe di Schwarzenberg   |                                    | Anna Maria di Baden-Baden                                                 |                                                                         |  |  |       |  |  |                                                                             |  |  |                                                                 |  |
|                                                                       | Antonio Floriano del Liechtenstein | Hartmann del Liechtenstein                                                |                                                                         |  |  |       |  |  |                                                                             |  |  |                                                                 |  |
|                                                                       | Antonio Floriano del Liechtenstein | Hartmann del Liechtenstein                                                |                                                                         |  |  |       |  |  |                                                                             |  |  |                                                                 |  |
|                                                                       | Antonio Floriano del Liechtenstein | Sidonia Elisabetta di Salm-Reifferscheidt                                 |                                                                         |  |  |       |  |  |                                                                             |  |  |                                                                 |  |
| Giuseppe Giovanni Adamo del Liechtenstein                             | Antonio Floriano del Liechtenstein |                                                                           |                                                                         |  |  |       |  |  |                                                                             |  |  |                                                                 |  |
|                                                                       |                                    | Eleonora Barbara von Thun und Hohenstein                                  | Michael Oswald von Thun und Hohenstein, conte di Thun und Hohenstein    |  |  |       |  |  |                                                                             |  |  |                                                                 |  |
|                                                                       |                                    | Eleonora Barbara von Thun und Hohenstein                                  | Michael Oswald von Thun und Hohenstein, conte di Thun und Hohenstein    |  |  |       |  |  |                                                                             |  |  |                                                                 |  |
|                                                                       |                                    | Eleonora Barbara von Thun und Hohenstein                                  | Elisabeth von Lodron                                                    |  |  |       |  |  |                                                                             |  |  |                                                                 |  |
| Maria Teresa del Liechtenstein                                        |                                    | Eleonora Barbara von Thun und Hohenstein                                  |                                                                         |  |  |       |  |  |                                                                             |  |  |                                                                 |  |
|                                                                       |                                    | Francesco Alberto di Oettingen-Spielberg, principe di Oettingen-Spielberg | Giovanni Francesco di Oettingen-Spielberg, conte di Oettingen-Spielberg |  |  |       |  |  |                                                                             |  |  |                                                                 |  |
|                                                                       |                                    | Francesco Alberto di Oettingen-Spielberg, principe di Oettingen-Spielberg | Giovanni Francesco di Oettingen-Spielberg, conte di Oettingen-Spielberg |  |  |       |  |  |                                                                             |  |  |                                                                 |  |
|                                                                       |                                    | Francesco Alberto di Oettingen-Spielberg, principe di Oettingen-Spielberg | Ludovica Rosalia von Attems                                             |  |  |       |  |  |                                                                             |  |  |                                                                 |  |
| Maria Anna di Oettingen-Spielberg                                     |                                    | Francesco Alberto di Oettingen-Spielberg, principe di Oettingen-Spielberg |                                                                         |  |  |       |  |  |                                                                             |  |  |                                                                 |  |
|                                                                       |                                    | Johanna Margarethe von Schwendi                                           | Franz Ignaz von Schwendi, barone di Hohenlandsberg                      |  |  |       |  |  |                                                                             |  |  |                                                                 |  |
|                                                                       |                                    | Johanna Margarethe von Schwendi                                           | Franz Ignaz von Schwendi, barone di Hohenlandsberg                      |  |  |       |  |  |                                                                             |  |  |                                                                 |  |
|                                                                       |                                    | Johanna Margarethe von Schwendi                                           | Maria Margareta Johanna Fugger von Glott                                |  |  |       |  |  |                                                                             |  |  |                                                                 |  |
|                                                                       |                                    | Johanna Margarethe von Schwendi                                           |                                                                         |  |  |       |  |  |                                                                             |  |  |                                                                 |  |